# Богданівська сільська рада (Чернігівський район)
| Богданівська сільська рада — орган місцевого самоврядування у Чернігівському районі Запорізької області з адміністративним центром у с. Богданівка. Дата утворення: 1924 рік. По території, підпорядкованій даній сільській раді, протікають ріки Юшанли та Курошани. Сільській раді підпорядковані населені пункти: - с. Богданівка - с. Бойове - с. Замістя - с. Зелений Яр - с. Мокрий Став |

## Склад ради
Рада складається з 12 депутатів та голови. Партійний склад: Самовисування — 10, Наш край — 1, ВО «Батьківщина» — 1.

### Керівний склад ради
| ПІБ                          | Основні відомості                                                               | Дата обрання | Дата звільнення |
| ---------------------------- | ------------------------------------------------------------------------------- | ------------ | --------------- |
| Шепель Олександр Степанович  | Сільський голова, 1964 року народження, освіта, безпартійний                    | 26.03.2006   | 31.10.2010      |
| Шепель Олександр Степанович  | Сільський голова, 1964 року народження, освіта вища, член Партії регіонів       | 31.10.2010   | 25.10.2015      |
| Ковтун Анатолій Анатолійович | Сільський голова, 1972 року народження, освіта середня спеціальна, безпартійний | 25.10.2015   |                 |

Примітка: таблиця складена за даними джерела